# Doğan Erdoğan
Doğan Erdoğan (Samsun, 22 agosto 1996) è un calciatore turco, centrocampista del Göztepe.

## Carriera

### Club
Cresciuto nelle giovanili del Samsunspor, ha esordito in prima squadra il 23 dicembre 2012 in occasione del match pareggiato 0-0 contro l'Adana Demirspor.

### Nazionale
Ha giocato nelle nazionali giovanili turche Under-15, Under-18, Under-19 ed Under-21.

## Palmarès

### Club

#### Competizioni nazionali
- Coppa di Turchia: 1

Trazbonspor: 2019-2020